# Hastingsia
Hastingsia S.Watson – rodzaj roślin z rodziny szparagowatych. Obejmuje 4 gatunki występujące w północnej Kalifornii i południowo-zachodnim Oregonie w Stanach Zjednoczonych.
Nazwa naukowa rodzaju została nadana na cześć Serranusa C. Hastingsa, żyjącego w XIX wieku amerykańskiego polityka i prawnika, który wspierał badania botaniczne Sereno Watsona. 

## Morfologia
PokrójWieloletnie rośliny zielne.
PędJajowata do elipsoidalnej, mięsista cebula, złożona z gęsto upakowanych, półksiężycowatych liści spichrzowych, niekiedy pokryta czarniawą, włóknistą okrywą.
LiścieLiście odziomkowe równowąskie, z wydatnym podłużnym grzbietem lub w kształcie litery V, o długości 19–55 i szerokości 2–14 mm. Liście łodygowe szeroko rozstawione, stopniowo zredukowane dystalnie, przeplatające się z przysadkami.
KwiatyZebrane w grono, po (10–)24–65(–78) na każde 10 cm kwiatostanu. Głąbik o długości 25–99 cm, niekiedy z 1–3(–5) odgałęzieniami, z czasem stający się pusty w środku i kruchy. Listki okwiatu białe, żółtawe, zielonkawobiałe lub fioletowoczarne, lancetowate, o wymiarach 4–12 × 2 mm, czasami z zielonkawą, żółtawą lub fioletową żyłką centralną, często ze spłaszczonym, trójkątnym wierzchołkiem pokrytym doosiowo drobnymi, gruczołowymi włoskami. Sześć pręcików o dimorficznych nitkach o długości 4–8 mm, trzy pręciki dłuższe i z pękającymi pylnikami, trzy krótsze, z niepękającymi pylnikami, po przekwitnięciu wszystkie pręciki stają się jednakowej długości. U niektórych gatunków okwiat pozostaje zamknięty w trakcie kwitnienia. Zalążnia górna, siedząca, trójwrębna, kulistawa, z dwoma zalążkami w każdej komorze. Znamię słupka trójwrębne.
OwoceSzeroko trójklapowane, elipsoidalne do jajowatych torebki, lekko zwężone na wysokości 1/3 od wierzchołka. Nasiona szarozielone do czarnych lub żółtobrązowych, wrzecionowate, zwykle spłaszczone doosiowo, o szorstkiej łupinie.

## Systematyka
Pozycja systematycznaRodzaj z podrodziny agawowe Agavoideae z rodziny szparagowatych Asparagaceae.
Wykaz gatunków
- Hastingsia alba (Durand) S.Watson
- Hastingsia atropurpurea Becking
- Hastingsia bracteosa S.Watson
- Hastingsia serpentinicola Becking